# De consolatione philosophiae
Il De consolatione philosophiae (in italiano, La consolazione della filosofia) è un'opera in latino dello statista romano Severino Boezio, composta attorno all'anno 524, quando l'autore era rinchiuso in un carcere nei pressi di Pavia, dove attendeva l'esecuzione capitale, che subirà nel 525. 
Reputato un capolavoro della cristianità e ultimo grande testo dell'antichità classica, formalmente è un prosimetro.

## Contenuto

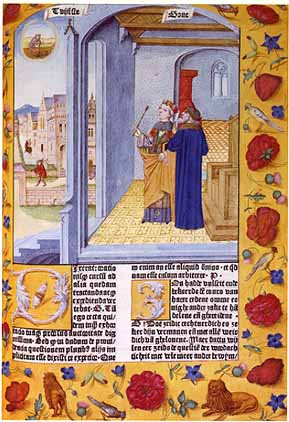
Pagina del De consolatione philosophiae da un'edizione pubblicata a Gand nel 1485

L'opera, appartenente al genere della consolatio, si articola in cinque libri ognuno dei quali tratta un tema di ordine filosofico.
- Libro I - Boezio si lamenta con la Filosofia delle sue sventure, inasprite ancora di più dal ricordo della grandezza e felicità passate.
- Libro II - La Filosofia propone a Boezio dei primi rimedi e gli dimostra che a torto si lagna della sua sorte.
- Libro III - La Filosofia rivela altri rimedi più efficaci per liberarsi dai tormenti dell’animo; e, tolta la maschera alla falsa felicità, gli mostra quale sia la vera beatitudine.
- Libro IV - La Filosofia insegna come, se Dio governa il mondo, i malvagi non possano che essere infelici ed impotenti, mentre all'opposto i buoni potenti e beati. Tratta della provvidenza e del fato dimostrando che non esiste la cattiva sorte.
- Libro V - La Filosofia tratta della libertà e dell’arbitrio, e della conciliazione della libertà con la prescienza di Dio.

All'inizio l'autore immagina, secondo un topos letterario molto diffuso nel medioevo e nell'antichità classica, di essere consolato dalla Filosofia, impersonata da una donna bellissima e austera. 
Guidato dalla sua Maestra, Boezio si interroga sull'esistenza del male e sulla sua natura, sulla fortuna, sulla felicità e sul libero arbitrio.

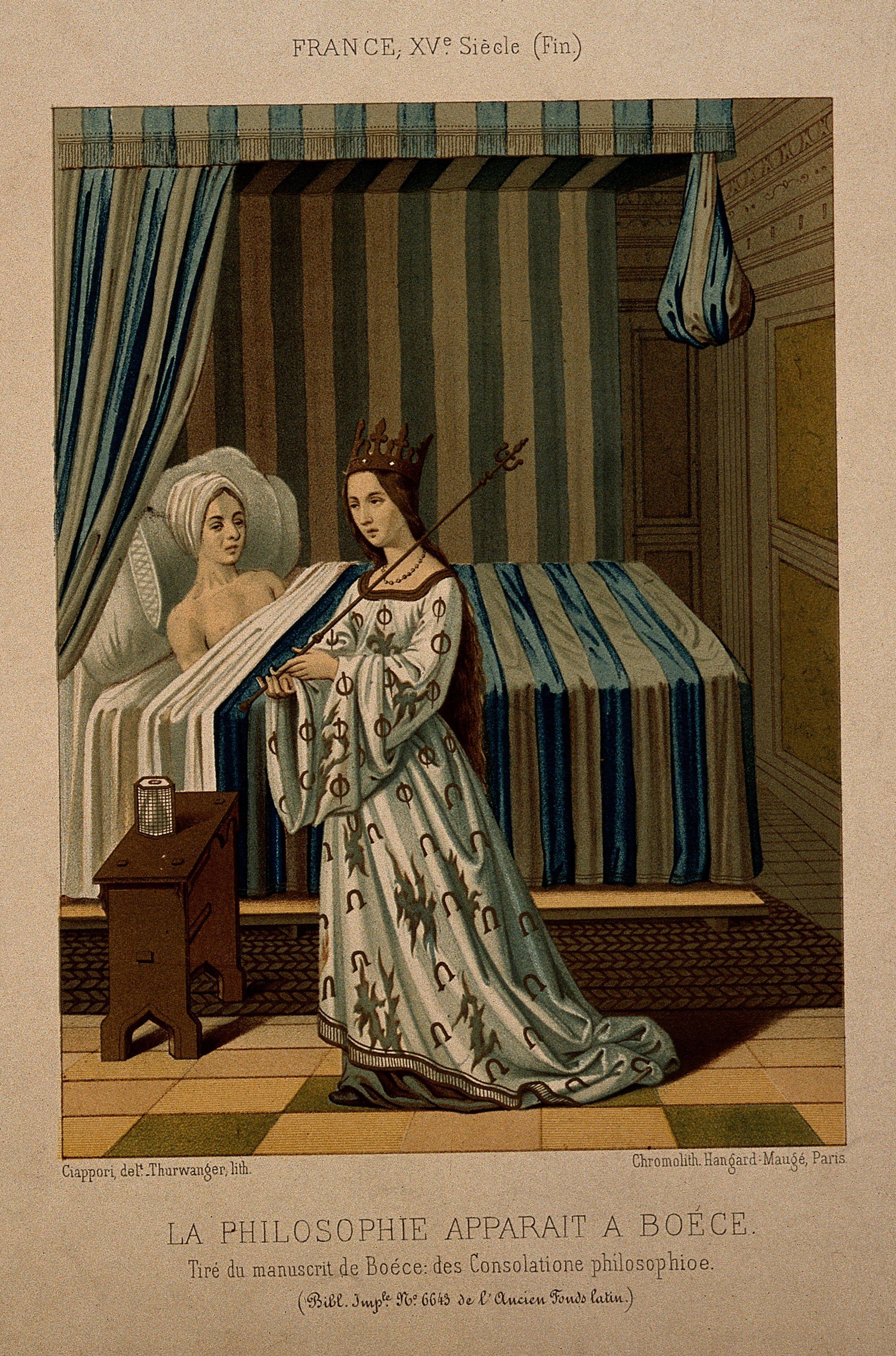
La Filosofia che consola Boezio, in un'incisione moderna.

Nell'opera ritorna il tema della sofferenza del giusto, il giusto che paga, mentre il peccatore trionfa. Boezio paragona la sua fine a quella dei filosofi suoi predecessori, Anassagora cacciato da Atene, Socrate e Seneca uccisi, Zenone che sembra essere morto sotto un tiranno. A questa ingiustizia terrena contrappone la Filosofia, che è una consolazione provvidenziale, una donna venerabile che caccia le sgualdrinelle di teatro, Muse frivole perché creano soltanto l'ambizione e non la verità. La filosofia è perciò l'unica dea degna di essere amata.

## Lo stile
Nel De consolatione philosophiae Boezio abbandona lo stile tecnico e arido delle sue composizioni scientifiche per abbracciare un tono, se non ispirato, più felice. L'opera di Boezio è un ottimo esempio di prosimetro dove la poesia si alterna alla prosa, tanto che divenne modello per Dante Alighieri nella composizione della Vita nova.
Come nei testi antichi, viene fatto un largo uso dell'allegoria e la filosofia prende tutte le sue valenze di salvezza, ma in una prospettiva cristiana di salvezza.

## Traduzioni italiane moderne
- La consolazione della filosofia, introduzione, versione e note di Umberto Moricca, Firenze, A. Salani, 1921.
- De Consolatione Philosophiae, cura e trad. del Sac. Gennaro Auletta, Collana Patristica, Edizioni Paoline, 1946; Collezione Il fiore dei santi padri, dottori e scrittori ecclesiastici n.42, Roma, S.A.S., 1947.
- Consolazione della Filosofia, trad., Introd. e note di Francesco De Vivo, Treviso, Libreria Editrice Canova, 1959.
- Philosophiae consolatio, testo con introduzione e traduzione di Emanuele Rapisarda, Catania, Centro di Studi sull'Antico Cristianesimo, 1961.
- La consolazione della filosofia, Introd., testo, trad. e note di Raffaello Del Re, Roma, Edizioni dell'Ateneo, 1968.
- La consolazione della filosofia, Introduzione di Christine Mohrmann, traduzione, cronologia, premessa al testo e note a cura di Ovidio Dallera, Milano, BUR-Rizzoli, 1976; Milano, Fabbri Editori, 1994-1998-2004.
- Consolazione della Filosofia. Gli opuscoli teologici, a cura di Luca Obertello, trad. Angioletta Ribet e L. Obertello, Collana Classici del Pensiero, Milano, Rusconi, 1979; Milano, CDE, 1995; Collana Testi a fronte, Milano, Rusconi, 1996.
- La consolazione della Filosofia, Presentazione di Giuseppe Del Ton, trad. Vittorio Banfi, Città Armoniosa, 1981.
- La consolazione di Filosofia, a cura di A. Caretta e L. Samarati, Brescia, La Scuola, 1985.
- La consolazione della filosofia, a cura di Claudio Moreschini, Collezione Classici Latini, Torino, UTET, 1994, ISBN 88-02-04825-8; La Grande Biblioteca dei Classici Latini e Greci, Milano, Centauria, 2015.
- Consolazione della Filosofia, a cura di Luca Obertello, Collana Testi a fronte, Milano, Rusconi, 1996.
- La consolazione di filosofia, a cura di Maria Bettetini, traduzione di Barbara Chitussi, note di Giovanni Catapano, Collana NUE. Nuova serie, Torino, Einaudi, 2010, ISBN 978-88-06-19973-9; Collana ET Classici, Einaudi, 2023.
- La ricerca della felicità. Libro III Consolazione della Filosofia, a cura di Marco Zambon, Collana Letteratura universale, Venezia, Marsilio, 2011, ISBN 978-88-317-0827-2.
- La consolazione della filosofia, a cura di Fabio Troncarelli, Collana Il pensiero occidentale, Milano-Firenze, Bompiani, 2019, ISBN 978-88-301-0018-3.
- Consolazione della Filosofia, traduzione di Michela Pereira e Piero Boitani, a cura di Peter Dronke, Collezione Scrittori greci e latini, Milano, Fondazione Lorenzo Valla-Mondadori, 2023, ISBN 978-88-047-6484-7.